# الرسالة الأولى إلى أهل تسالونيكي

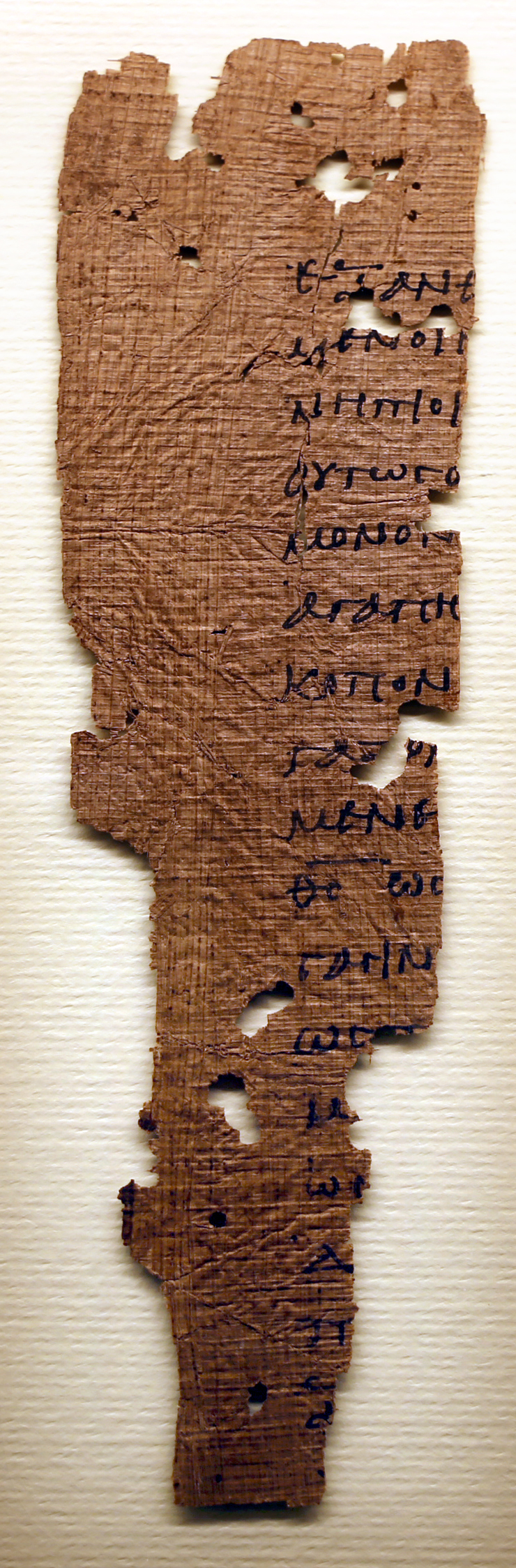
بردية 65 تعود إلى القرن الثالث أو الرابع

الرسالة الأولى إلى أهل تسالونيكي هي إحدى رسائل العهد الجديد التي تنسب إلى الرسول بولس، ويعتقد أنها الرسالة الثانية لبولس من حيث تاريخ الكتابة والذي من المحتمل أن يكون عام 52م، وقد كتبت بعد أن عاد تيموثاوس من مكدونية حاملاً أخبار كنيسة تسالونيكي، يغلب على معظم فصول الرسالة الطابع الشخصي ماعدا الفصلين الأخيرين منها حيث تناول فيهما كاتب الرسالة بعض القضايا العقائدية. الرسالة موجهة من بولس و‌تيموثاوس و‌سلوانس إلى مؤمني تسالونيكي.

## مضمون الرسالة
- الإصحاح الأول: تحيات وشكر من أجل كنيسة تسالونيكي.
- الإصحاح الثاني: التذكير بالخدمة التي قام بها بولس لأجل هذه الكنيسة.
- الإصحاح الثالث: الأخبار المفرحة التي حملها تيموثاوس معه عن إيمان التسالونيكيين.
- الإصحاحين الرابع والخامس: قضايا محددة تخص الكنيسة
  - العلاقة ما بين المسيحيين والسلوك بم يرضي الله.[3]
  - كيفية الحداد على الأموات والتمسك برجاء القيامة [4]
  - الاستعداد الدائم لليوم الأخير [5]
  - توجيهات أخيرة حول كيفية سلوك المؤمن [6]
  - تحيات ختامية [7]

## تعبير
ويعتقد معظم علماء العهد الجديد بولس الرسول كتب هذه الرسالة من كورنثوس، على الرغم من أن المعلومات الملحقة بهذا العمل في العديد من المخطوطات في وقت مبكر (على سبيل المثال، مخطوطات السكندرية، Mosquensis، وAngelicus) الدولة التي كتب بولس في أثينا  بعد تيموثي عادوا من مقدونيا مع أخبار حالة الكنيسة في تسالونيكي.  كان بولس معروفًا في الكنيسة في تسالونيكي، حيث بشر هناك.
بالنسبة للجزء الأكبر، الرسالة شخصية بطبيعتها، مع قضاء الفصلين الأخيرين فقط في معالجة قضايا العقيدة، كجانب جانبي تقريبًا. الهدف الأساسي لبولس في الكتابة هو تشجيع المسيحيين هناك وطمأنتهم. يحثهم بولس على الاستمرار في العمل بهدوء بينما ينتظرون على أمل عودة المسيح.

## تاريخ
يؤرخ غالبية علماء العهد الجديد الحديث إلى رسالة تسالونيكي الأولى إلى 49-51 بعد الميلاد،  أثناء إقامة بولس التي استمرت 18 شهرًا في كورنثوس بالتزامن مع رحلته التبشيرية الثانية. أقلية من العلماء الذين لا يعترفون بتاريخية أعمال الرسل يؤرخون في أوائل الأربعينيات بعد الميلاد. نقش دلفي يؤرخ ولاية غاليو لأخائية إلى 51-52 م، ويذكر كتاب أعمال الرسل 18: 12-17 غاليو، قرب نهاية إقامة بولس في كورنثوس.
على عكس جميع رسائل بولس اللاحقة، لا يركز أهل تسالونيكي الأولى على التبرير بالإيمان أو على مسائل العلاقات بين اليهود والأمم، وهي موضوعات تغطيها جميع الرسائل الأخرى. لهذا السبب، يرى بعض العلماء في هذا إشارة إلى أن هذه الرسالة كُتبت قبل الرسالة إلى أهل غلاطية، حيث تم تشكيل وتوضيح مواقف بولس بشأن هذه الأمور.

## أصالة

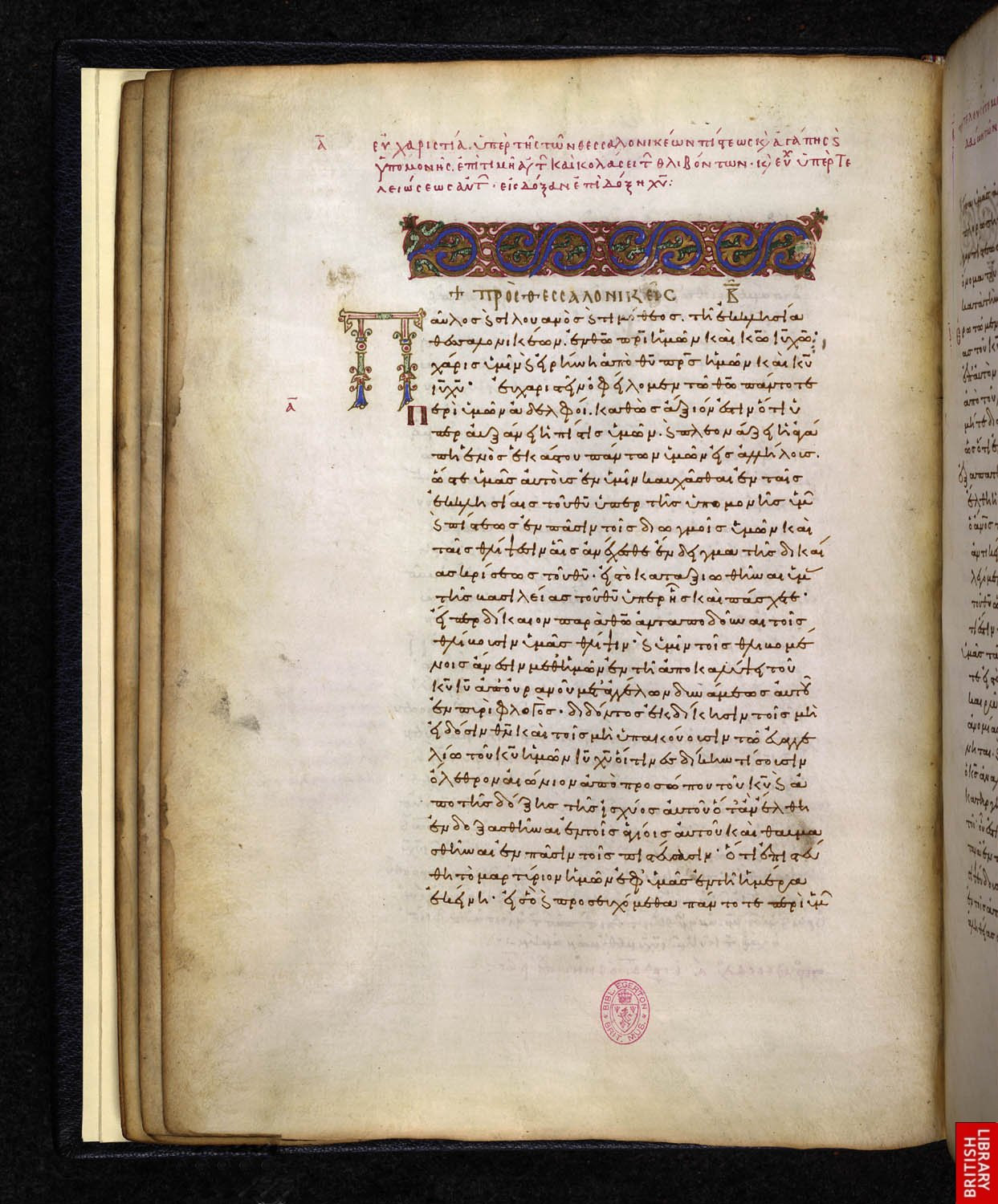
تعطي الصفحة الأولى من الرسالة في 699 عنوانها إلى أهل تسالونيكي".

يعتقد غالبية علماء العهد الجديد أن رسالة تسالونيكي الأولى صحيحة، على الرغم من أن عددًا من العلماء في منتصف القرن التاسع عشر اعترضوا على صحتها، وعلى الأخص كليمان شريدر وإف سي بور. 1 يتطابق أهل تسالونيكي مع الرسائل البولسية الأخرى المقبولة، من حيث الأسلوب والمضمون، كما تم التأكيد على تأليفها من قبل أهل تسالونيكي الثانية.
تسالونيكي 2: 13-16  غالبًا ما يُنظر إليها على أنها استيفاء بعد بولس. تستند الحجج التالية على المحتوى:
- يُنظر إليه على أنه غير متوافق لاهوتيًا مع رسائل بولس الأخرى: في أماكن أخرى، نسب بولس موت المسيح إلى «حكام هذا العصر» [18] بدلاً من اليهود، وفي أماكن أخرى كتب بولس أن الله لم يتخل عن اليهود، لأن «سيخلص كل إسرائيل».[19] بحسب 1 تسا 1: 10، غضب الله لم يأتِ بعد. إنه ليس شيئًا أظهر نفسه بالفعل.[20]
- لم يكن هناك اضطهاد تاريخي واسع النطاق للمسيحيين من قبل اليهود في فلسطين قبل الحرب اليهودية الأولى.[21]
- استخدام مفهوم التقليد في 1 أطروحات. 2.14 مفرد.
- وaorist يشير eftasen («تفوقت») إلى تدمير القدس.[22]
- بناء جملة 1 Thes. 2: 13-16 ينحرف بشكل كبير عن السياق المحيط.

يُقترح أيضًا أحيانًا أن تكون الرسالة الأولى. 5: 1-11 هو إدخال بعد بولين يحتوي على العديد من ميزات لغة Lukan واللاهوت الذي يخدم كتصحيح اعتذاري لتوقع بولس الوشيك للمجيء الثاني في رسالة واحدة. 4: 13-18.
طور علماء آخرون، مثل شميثالس،  إيكهارت،  ديمكي  ومونرو،  نظريات معقدة تتضمن التنقيح والاستيفاء في 1 و2 تسالونيكي.

## جمهور

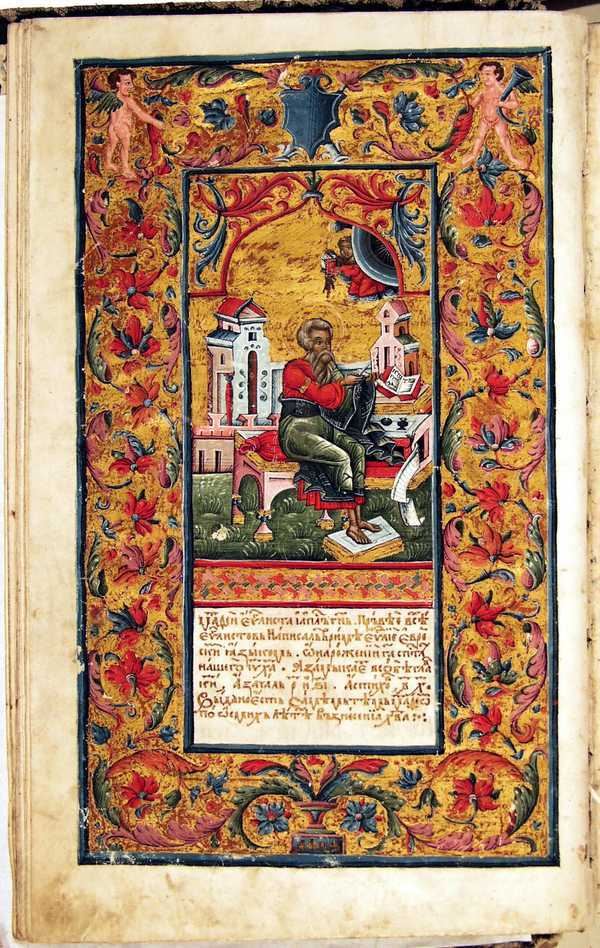
أناجيل بيريسوبنيتسيا مصغرة للقديس ماثيو.

ادعى بولس لقب «رسول الأمم»، وأسس كنائس أممية في عدة مدن مهمة في الإمبراطورية الرومانية.
وفقًا لبارت د.إيرمان، يروي كتاب أعمال الرسل قصة مختلفة عن مسيرة بولس المهنية،  والتي تشير إلى أنه بينما كان هناك «بعض» اليهود الذين تحولوا خلال الوعظ الأولي لبولس في تسالونيكي، فإن غير اليهود الذين تحولوا كانوا «عدد كبير» واليهود كجسد عارضوا بشدة عمل بولس هناك.

## محتويات

### الخطوط العريضة
1. التحية والشكر [30]
2. التفاعلات السابقة مع الكنيسة [31]
3. بخصوص زيارة تيموثاوس [32]
4. قضايا محددة داخل الكنيسة [33]
  1. العلاقات بين المسيحيين [34]
  2. حداد الذين ماتوا [35]
  3. التحضير لمجيء الله [36]
  4. كيف يجب أن يتصرف المسيحيون [37]
5. التحية الختامية [38]

#### نص
يتكلم بولس عن نفسه، ويشكر سيلا وتيموثاوس على الأخبار عن إيمانهم ومحبتهم. يذكرهم بنوع الحياة التي عاشها عندما كان معهم. يشدد بولس على مدى كرامته في التصرف، مذكّرًا إياهم بأنه عمل لكسب قوته، وبذل جهدًا كبيرًا حتى لا يثقل كاهل أحد. لقد فعل ذلك، كما يقول، على الرغم من أنه كان بإمكانه أن يستخدم مكانته كرسول لفرضه عليهم.
يمضي بولس في شرح أن الأموات سيُقامون قبل أولئك الذين ما زالوا على قيد الحياة، وستحيي المجموعتان الرب في الهواء.

## مواضيع ذات صلة
- تأليف رسائل بولين
- تقليد المسيح
- رسالة بولس الرسول الثانية إلى أهل تسالونيكي

- بولس

| الرسالة الأولى إلى أهل تسالونيكي بولين رسالة بولس الرسول |                                |                        |
| سبقه كولوسي                                              | العهد الجديد كتب الكتاب المقدس | تبعه تسالونيكي الثانية |

## روابط خارجية
- Epistles to the Thessalonians entry in the Catholic Encyclopedia
- Online Bible at GospelHall.org
- Thessalonians public domain audiobook at LibriVox Various versions